# Comuna Ruciii, Rozdolne
Ruciii (în ucraineană Руч'ї) este o comună în raionul Rozdolne, Republica Autonomă Crimeea, Ucraina, formată din satele Fedorivka, Horodnie, Komîșne, Komunarne, Maksîmivka și Ruciii (reședința).

## Demografie
Componența lingvistică a comunei Ruciii
     Rusă (55,38%)
     Ucraineană (29,74%)
     Tătară crimeeană (8,78%)
     Alte limbi (0,7%)
Conform recensământului din 2001, majoritatea populației comunei Ruciii era vorbitoare de rusă (55,38%), existând în minoritate și vorbitori de ucraineană (29,74%), tătară crimeeană (8,78%) și armeană (2,89%).